# Up All Night (canción de Alex Clare)
«Up All Night» es el sencillo debut del cantante británico Alex Clare, perteneciente al álbum de estudio debut The Lateness of the Hour. La canción fue escrita por Clare y los productores Diplo y Switch de Major Lazer y cuenta con la producción adicional de Mike Spencer y el coguionista Ariel Rechtshaid. 
La canción fue lanzada por primera vez el 9 de diciembre de 2010 como descarga digital en el Reino Unido. Posteriormente se lanzaron remixes digitalmente y físicamente en varios formatos de vinilo. Se ha utilizado como tema de apertura del programa de ciencia ficción Class, que es un spin-off de Doctor Who.

## Vídeo musical
El vídeo musical se publicó por primera vez a través del canal de YouTube de Alex Clare el 10 de noviembre de 2010. Tiene una duración de alrededor de tres minutos y fue dirigido por Blake Claridge.
El vídeo comienza con tres personas (dos hombres y una mujer) que se despiertan tirados en el suelo, después de haberse desmayado la noche anterior. A lo largo del vídeo, se ve a la chica cerca de una piscina, a uno de los jóvenes que la acompañan se le ve corriendo en una cinta de correr y al otro se le ve tocando la batería al ritmo de la canción. El vídeo avanza para mostrar cómo las acciones de los tres personajes los llevaron al comienzo del vídeo.